# Théodotion
Théodotion (en grec ancien Θεοδοτιών) était un érudit juif de culture hellénistique du IIe siècle, qualifié d'ébionite donc en quelque sorte d'à moitié chrétien, à moitié juif, par saint Jérôme. Il est l'auteur d'une traduction de l'Ancien Testament de l'hébreu au grec, plus tard recueillie  par Origène dans ses Hexaples.

## Hypothèses biographiques
On n'a aucune certitude concernant Théodotion et sa vie. Traditionnellement, les informations le concernant ont reposé sur les écrits de certains des premiers auteurs chrétiens, particulièrement Irénée de Lyon et Épiphane de Salamine, qui le disent originaire d'Éphèse. Le premier auteur à le mentionner est Irénée, qui le nomme « Théodotion d'Éphèse », dans Contre les hérésies. 
Théodotion était un prosélyte du judaïsme de la ville d'Éphèse. Jérôme de Stridon le décrit comme un ébionite, à moitié chrétien, à moitié juif.
En référence au passage controversé du livre d'Isaïe 7:14 qui, selon les chrétiens, prophétise la naissance du Christ d'une vierge, Irénée classe Théodotion, aux côtés d'Aquila de Sinope, dans les « prosélytes juifs » qui traduisent le terme hébreu "almah" par son sens courant de « jeune fille » et non par « vierge », tout comme les Ébionites,. Cette mention, par son ancienneté et l'autorité dont bénéficia Irénée, influença sans doute considérablement les écrivains postérieurs. Le passage est par exemple repris textuellement par Eusèbe de Césarée (H. E. v. 8).
On dit que, d'abord gnostique (plus exactement adepte de la doctrine de Marcion), il se serait ensuite converti au judaïsme.
Des recherches récentes ont amené à remettre en question cette vision traditionnelle et de nouvelles théories ont émergé, en particulier sous l'impulsion des travaux de Dominique Barthélemy, qui se base sur de nouveaux manuscrits découverts à Qumrân.

## Œuvre

### Datation
Un doute important subsiste quant à la période de rédaction de l'œuvre. Épiphane de Salamine écrit que sa traduction de la Bible a été publiée sous l'empereur Commode (180 - 192), ce qui peut-être peut se concilier avec ce qu'écrit Irénée de Lyon, qui vers 180 le présente comme un de ses contemporains — ou très proche de l'être —  tout comme Aquila de Sinope. On ne peut toutefois pas attacher d'importance à l'affirmation d'Épiphane, selon laquelle Théodotion a vécu un peu après Aquila. 
Des historiens anciens la situent vers 180-190, jugeant que l'emploi de certains termes par Irénée (« ceux qui maintenant s'aventurent à traduire le texte : Voici qu'une jeune fille concevra et donnera le jour à l'enfant ») implique que le texte de Théodotion et le Adversus haereses furent rédigés vers la même période. Toutefois cette interprétation n'est pas partagée par certains auteurs, qui estiment que l'expression vise en réalité simplement à contraster avec l'autorité relativement plus ancienne des Septante.
D'autres encore pensent voir dans le Dialogue avec Tryphon de Justin une influence du texte de Théodotion, ce qui supposerait une rédaction antérieure à 164, mais là aussi, ce constat ne fait pas l'unanimité.

### Caractéristiques
La version de Théodotion comble diverses lacunes de la Septante et est, de façon générale, plus conforme à d'autres versions grecques diffusées, notamment dans le premier livre de Samuel (17:12), le livre de Jérémie (33:14-26,39:4-13) et, surtout, plusieurs passages du livre de Job. Les seules versions grecques restantes du livre de Daniel sont la traduction de Théodotion et celle des Septante. L'origine de la version de Daniel par Théodotion suscite toujours des controverses.
Elle inclut toutes les versions canoniques de l'Ancien Testament sauf, probablement, le livre des lamentations, ainsi que deux textes classés apocryphes : Baruch et certains passages de Daniel.
On n'a pu déterminer avec certitude s'il avait réalisé une simple correction de la Septante, éventuellement appuyée sur la version d'Aquila, ou bien une traduction de manuscrits hébreux issus d'une tradition parallèle depuis éteinte. Moses Gaster soutient que les passages inédits de Daniel seraient issus de la traduction directe d'un texte araméen originel.
Théodotion se démarque par une grande précaution dans la traduction de certains termes hébreux se référant à des plantes, des animaux, des vêtements ou des regalia, ou dans celle de mots au sens incertain, dont il préfère une translittération guidée par des règles rigoureuses à une traduction arbitraire en grec,. Cela lui valut auprès d'humanistes de la Renaissance comme Bernard de Montfaucon une réputation d'« ignorant » probablement injustifiée. Les traducteurs anglais de 1611 et les érudits travaillant sur la révision de 1881-1884 émirent le même jugement, les premiers parce que Théodotion conserve des mots tels que « Teraphim » ou « Bélial », les seconds parce qu'il préfère « Azazel » à « bouc émissaire » (utilisé dans la Bible du roi Jacques) et qu'il traduit « Enfer » par « Sheol » (« Hadès » dans le Nouveau Testament).

### Réception et influence
Sa version fut amplement copiée et fut l'une des plus diffusées dans les temps de l'Église chrétienne primitive, en concurrence avec celle des Septante. En particulier, la traduction de Théodotion du texte de Daniel bénéficia d'un prestige indéniable auprès de personnages incontournables de l'Église primitive comme Hermas ou Clément d'Alexandrie,. De nombreuses annotations dans les Hexaples révèlent la même appréciation chez Origène. Dans sa préface au livre de Daniel, Jérôme souligne que la version de la Septante inclut de nombreuses fautes, une opinion généralement partagée par les exégètes contemporains,. D'ailleurs on possède seulement deux exemplaires manuscrits du livre de Daniel dans sa traduction la plus ancienne (dite des Septante: dans un Codex Ambrosianus et un Codex Chisianus), tandis que tous les autres manuscrits grecs bibliques contiennent la version de Théodotion,. Ce fut encore elle qui servit de base au livre de Daniel de la Septante publiée par Sixte V en 1587. 
L'influence de la traduction de Théodotion se retrouve également dans des versions postérieures de la Bible, comme dans le deuxième livre de Samuel 10:1-24:25 ou le premier livre des Rois 1:1-11:43.
En 1875 furent publiés les derniers fragments de manuscrits originaux de Théodotion encore répertoriés.